# Louis de Coutes
Louis de Coutes ou Contes dit « Minguet » (1414-vers 1483) est le fils de Jean de Coutes dit « Minguet », seigneur de Fresnay-le-Gilmer, et de Catherine Le Mercier de Fontenay. 

## Biographie
Il est seigneur de Nouvion et de Rugles. Il épousa Guillemette de Vattetot.
Il était âgé de quatorze ans lorsque le roi Charles VII de France le désigna pour servir de page à Jeanne d'Arc. Il veilla à la sécurité de la Pucelle d'Orléans jusqu'au 22 août 1429, date à laquelle il devint écuyer.
En 1436, il devint le panetier du roi. Il mourut vers 1483.
Compagnon d'armes de Jeanne d'Arc il témoigna en 1456 au procès en nullité de la condamnation de Jeanne d'Arc.

## Sources
- Sa déposition au Procès en nullité de la condamnation de Jeanne d'Arc, édit. Pierre Duparc, Paris, C. Klincksieck, 1977, p. 361-366.
- Georges Bordonove, Charles VII le Victorieux, Paris, Pygmalion, coll. « Les Rois qui ont fait la France », 1985, 318 p. (ISBN 978-2-85704-195-5)